# Hugues Moutouh
Hugues Moutouh, né le 22 décembre 1967 à Paris, est un juriste, universitaire, haut fonctionnaire et essayiste français. Ancien professeur des universités en droit public, il est préfet de la Creuse, de la Drôme, de l'Hérault, puis des Alpes-Maritimes, avant de devenir secrétaire général du ministère de l'Intérieur en 2025.

## Biographie

### Jeunesse et études
Hugues Moutouh grandit à Paris. 
Il est admis à Sciences Po Bordeaux (promotion 1992) et suit parallèlement des études de droit à l'université. 
Il obtient un DEA en droit public, puis un doctorat après sa thèse portant sur le Droit des groupes en droit public français (1996). 
Il réussit l'agrégation de droit public en 1998.

### Parcours dans l'enseignement
Après avoir obtenu son doctorat, il devient en 1997 maître de conférences à l'université Bordeaux-IV et enseigne à Sciences Po Bordeaux. L'année suivante, il devient professeur de droit public à l'université de Caen,[réf. nécessaire].
Il est nommé professeur à l'université Paris-Descartes[réf. nécessaire]. Il écrit un article dans la revue Pouvoirs en 2006 et participe à divers colloques sur le droit.
Ne pouvant plus enseigner parallèlement à ses fonctions de préfet, il publie en 2020 un dictionnaire du renseignement.

### Parcours dans la fonction publique
Il quitte l'enseignement lorsqu'il est admis, en 2002, au Conseil d'État. Il est nommé rapporteur à la section de l'Intérieur et à la 2e sous-section du contentieux. Il est parallèlement directeur du centre d'analyse et de prospective du ministère de la Justice.
En avril 2004, il devient conseiller au cabinet du ministre de la Recherche pour les affaires juridiques et les sciences humaines et sociales. Il passe l'année suivante au cabinet du ministre de l'emploi, du travail et de la cohésion sociale, toujours chargé des dossiers juridiques. En juin, il est nommé conseiller technique au cabinet du ministre de l'Intérieur.
Il conserve cette fonction jusqu'en octobre 2007, lorsqu'il devient directeur de cabinet du secrétaire d'État chargé des Sports, Bernard Laporte. Il y œuvre particulièrement pour le développement du football professionnel. Lorsque ce secrétariat d'État est supprimé et fusionné avec le ministère de la Santé, il devient directeur adjoint du cabinet de la ministre.
Il quitte ce poste en juin 2009 pour être nommé chargé de mission au cabinet de la ministre de la Santé et des Sports.
Le 4 janvier 2010, il est nommé préfet de la Creuse et devient le plus jeune préfet de France,. Il passe en position de préfet hors cadre un an plus tard.
En janvier 2011, il devient conseiller pour les affaires juridiques et institutionnelles au cabinet du président de la République, Nicolas Sarkozy. De mars jusqu'à l'élection de François Hollande, il est conseiller auprès du ministre de l'Intérieur. Il traite ainsi le dossier des attentats de mars 2012.
En 2013, il a été condamné à une amende de 300 euros par la Cour de discipline budgétaire et financière pour l'attribution en 2009 d'un marché d'études au cabinet d'avocats Clifford Chance sans publication ni mise en concurrence.
En mars 2019, il retourne au sein de la haute fonction publique pour devenir préfet de la Drôme, où il institue les sujets d'agriculture, de transition de la Politique agricole commune et du loup comme dossiers prioritaires. Sa nomination est analysée comme le signe du réchauffement entre le président Emmanuel Macron et l'ancien président Nicolas Sarkozy, dont il était l'un des proches. Il ne s'oppose pas à la fermeture de l'hôpital de Die.
Le 8 juin 2021, il porte plainte pour la gifle qu'a infligée un membre du public au président de la République Emmanuel Macron en visite dans la Drôme.
Le 30 juin 2021, il est nommé préfet de l’Hérault à compter du 19 juillet 2021.
Il est le premier préfet à interdire, par arrêté préfectoral du 19 avril 2023, les "dispositifs sonores portatifs" (autrement dit les concerts de casseroles) lors de manifestations.
Le 9 octobre 2023, il prend ses fonctions dans les Alpes-Maritimes où il est affecté. Durant le dernier trimestre 2023, il prend systématiquement des arrêtés d'interdiction des manifestations pour « une paix durable au Proche-Orient » malgré le désaveu systématique de la justice administrative.
Le site d'information Blast juge que le préfet Hugues Moutouh « a, dans plusieurs déclarations, outrepassé son devoir de réserve en exposant des points de vue politiques très à droite. »
En juillet 2024, après l'incendie dans le quartier des Moulins à Nice qui a fait sept morts, des voix discordantes appellent à sa démission.
Depuis le 28 avril 2025, il est secrétaire général du ministère de l'Intérieur.

### Parcours dans le secteur privé
Hugues Moutouh profite de l'alternance de 2012 pour travailler dans le secteur privé. En 2012, il devient avocat associé et spécialiste en droit public du cabinet d'avocats au barreau de Paris August & Debouzy. En 2014, il devient directeur général délégué du groupe ECORE, gérant ainsi Guy Dauphin Environnement. Il quitte ce cabinet en 2019.
Il a été président du Diables Rouges Holding, propriétaire à 70 % du Valenciennes Football Club.
Il écrit six articles centrés sur le renseignement et les questions de sécurité dans Atlantico entre 2013 et 2018.

### Vie privée
Hugues Moutouh pratique la boxe anglaise, le judo et le rugby. Il est proche de Claude Guéant.

## Publications
- Hugues Moutouh et Jérôme Poirot (dir.), Dictionnaire du renseignement, Coll. Tempus, Éditions Perrin, 2020, 864 p.
- Hugues Moutouh, 168 heures chrono: la traque de Mohamed Merah, Plon, 2013, 180 p.
- Hugues Moutouh, Ernest Psichari : L'aventure et la grâce, coll. Biographie, Éditions du Rocher, 2007, 263 p.
- Hugues Moutouh et Jean Rivero, Libertés Publiques, tomes 1 et 2, Presses universitaires de France, 2003
- Hugues Moutouh, Les Tsiganes, Coll. Dominos, Flammarion, 2000

## Récompenses et distinctions

### Décorations
- Chevalier de la Légion d'honneur (14 juillet 2023)[43]
- Médaille de la sécurité intérieure, bronze

- Médaille de la jeunesse, des sports et de l'engagement associatif, or
- Médaille d'honneur de la Police nationale